# Byggnadsordning
Byggnadsordning är ett regelverk som föreskriver hur byggenskapen bör regleras i en stad eller kommun. 

## Sverige
Med införandet av byggnadsstadgan bestämdes att byggnadsordningar skulle finnas i varje stad och komplettera regleringarna där. De antogs av stadsfullmäktige, senare av kommunfullmäktige och godkändes sedan av länsstyrelsen. Idag regleras detta regelverk genom en detaljplan.

## Finland
Enligt den sedan 2000 i Finland gällande markanvändnings- och bygglagen bör varje kommun ha en fastställd byggnadsordning, som godkänns av kommunfullmäktige. I byggnadsordningen meddelas sådana föreskrifter som förutsätts av de lokala förhållandena och som är nödvändiga med tanke på ett planmässigt och lämpligt byggande, för att kultur- och naturvärden skall kunna beaktas samt för att en god livsmiljö skall kunna skapas och bevaras. Föreskrifterna kan gälla byggplatser, byggnaders storlek och placering, anpassningen av byggnader till miljön, byggsättet, planteringar, inhägnader och andra konstruktioner, vården av den byggda miljön, ordnandet av vatten och avlopp, definieringen av ett område i behov av planering samt andra lokala byggomständigheter.